# Roberto Brookes
Roberto Leonardo Brookes (né à une date inconnue à Buenos Aires en Argentine) est un footballeur international argentin, qui évoluait au poste d'attaquant.

## Biographie

### Carrière en sélection
Avec l'équipe d'Argentine, il dispute sept matchs (pour un but inscrit) entre 1957 et 1962. Il figure notamment dans le groupe des sélectionnés lors des Copa América de 1957 et de 1959 (Argentine).

## Palmarès
Argentine
- Copa América (2) :
  - Vainqueur : 1957 et 1959 (Argentine).